# 그리자유

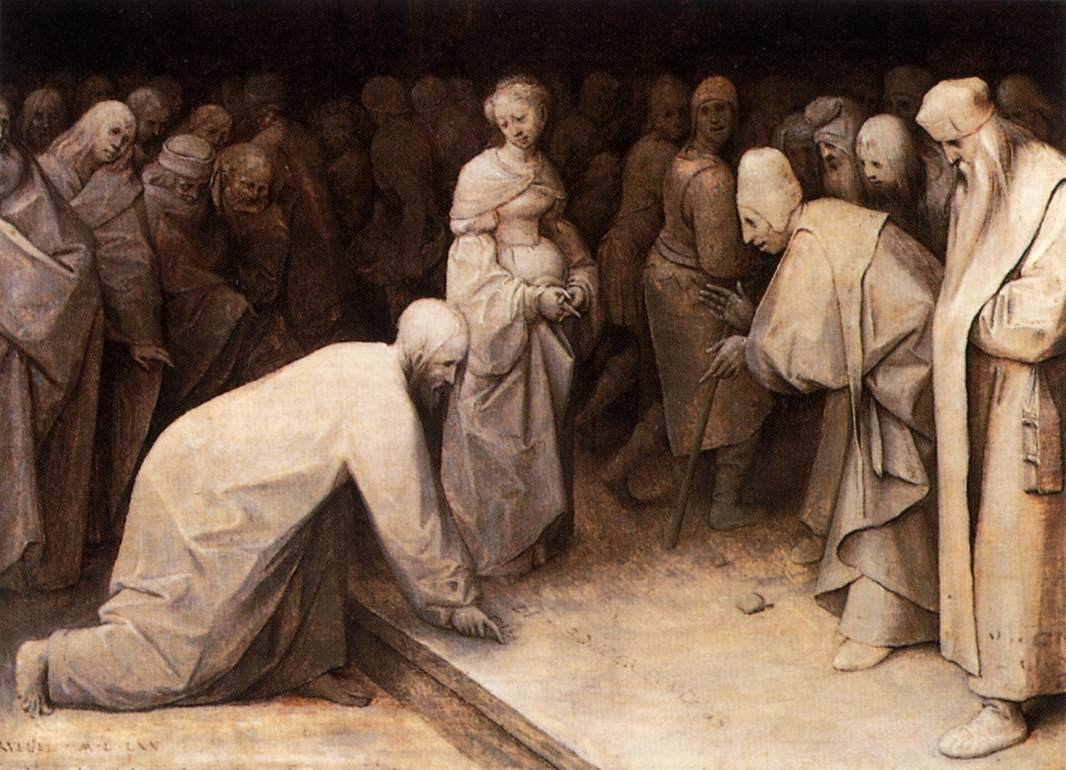
Christ and the Woman Taken in Adultery, Pieter Bruegel the Elder, 1565, 24 cm × 34 cm (9.4 in × 13.4 in)

그리자유(grisaille)는 네덜란드의 마니엘 위테(1617-1692)에 의하여 창안된 화법이다. 16세기 중엽부터 18세기에 걸쳐서 실시되었다. 실버 화이트와 바인 블랙(오늘날의 그림물감으로 피치 블랙과 동질)로 명암의 톤을 만들고, 부조(浮彫)와 같이 사물의 형태의 모델링을 그리고 표현하는 묘법(描法)으로서, 전체는 회색의 해조(諧調)로 통일되어 있다. 이것은 애당초 실내의 기둥이나 대들보의 장식으로서 실시된 것이었는데 이 방법이 작화상으로 언더 페인팅으로 이용되어 오게 되었고, 오늘날에도 투명색을 살리는 용법으로서 살려지고 있다.  이 수법은 렘브란트의 작품 <삼왕 예배(三王禮拜)> 등이 있고, 루벤스의 작품 등에도 부분적으로 이용되고 있는 것이 몇 개 있다. 방법은 처음에 회색조(灰色調)로 사물의 모델링을 언더 페인팅하여 완전히 마르는 것을 기다려서 그 위에 로우컬한 빛깔을 투명성으로 덮어 씌우는 것이다. 따라서 위에 채색되는 빛깔은 밑의 회색에 의하여 명암에 번져진 잘 조화된 색조로 보이게 된다. 투명색의 이러한 취급을 글레이징(glazing) 이라고 하는데, 이것이 또한 하나의 용법으로서 글레이징(글라시)의 용법을 확대하여 오늘날에도 활용되고 있다.

## 같이 보기
- 안데르스 소른